# 崔悦
崔 悦（さい えつ、生没年不詳）は、西晋から五胡十六国時代にかけての人物。字は道儒。清河郡東武城県の出身。魏の司空崔林の曾孫。西晋の司空劉琨の妻の甥に当たる。孫の崔宏・曾孫の崔浩はいずれも北魏において重職を歴任した。

## 生涯
初め、并州に割拠する劉琨に仕え、盧諶と共に司空従事中郎に任じられた。
318年5月、西晋の幽州刺史段匹磾が劉琨を殺害すると、崔悦は難を逃れる為、盧諶らと共に残った兵を率いて逃亡した。この時、段匹磾と対立していた段部の首領段末波が遼西に割拠していたので、崔悦は彼の下へ帰順し、その佐吏となった。当時、劉琨の子の劉羣もまた段末波の下に身を寄せており、崔悦らは彼を主に立てた。
同年、段末波は江東へ使者を派遣した。この時、崔悦・盧諶もまた上表文を送って劉琨の名誉回復を請うた（東晋は段匹磾を支援していたので、劉琨の喪を発しなかった）。その文旨は甚だ切実であったので、数年後にその要求は叶えられ、劉琨には弔祭が加えられて太尉・侍中の官位が追贈され、愍という諡号を与えられた。
325年12月、段遼が位を継ぐと、崔悦は司馬に取り立てられた。
338年3月、後趙軍が総勢12万の兵で段部へ襲来すると、段部勢力下の漁陽郡・上谷郡・代郡といった諸太守は相継いで降伏し、瞬く間に40を超える城が陥落した。段遼が密雲山へ逃走すると、崔悦は劉羣・盧諶らと共に府庫を封じてから後趙に降伏した。
以降は後趙に仕え、司徒左長史に任じられ、関内侯に封じられた。
石虎の末年、新平相に任じられたが、郡人によって殺された。
子の崔液は前秦に仕え、尚書郎に任じられた。崔液は父の仇と天地を同じくする事は出来ないと訴え、冀州に還る事を請うた。苻堅はこれを憐れみ、新平の民を禁錮刑に処すと、城角を欠損させて恥辱を負わせた。

## 評価
崔悦は盧諶と並んで博学多芸として名を馳せた。盧諶は鍾繇の法に従い、崔悦は衛瓘の法に従い、共に索靖の草書を学んだ。これにより、書の精妙さは極まったという。北魏初頭においてもこれに替わる者はいなかったので、盧諶・崔悦の書は大いに重んじられたという。

## 子孫

### 子
- 崔渾 - 『広韻』にその名が見える。
- 崔潜 - 前燕に仕え、慕容暐の時代に黄門侍郎に任じられた。崔宏を生んだ。
- 崔湛 - 『広韻』にその名が見える。
- 崔液 - 前秦に仕え、苻堅の時代に尚書郎に任じられた。

### 孫
- 崔宏 - 崔潜の子。北魏に仕え、白馬公に封じられた。崔浩を生んだ。